# Wilhelm Feldmann (Ingenieur)
Wilhelm Feldmann (* 16. November 1853 in Wartjenstedt; † 2. Juni 1905 in Bern) war ein deutscher Bauingenieur, der an verschiedenen technischen Pionierprojekten mitwirkte.
Feldmann besuchte das Gymnasium in Hildesheim, wo er wegen hoher Leistungen eine Klasse übersprang. Nach dem Abitur studierte er das Baufach in Berlin und in Wien. Er schlug zunächst die Laufbahn eines Baubeamten ein und arbeitete als Bauführer (Referendar) beim Bau der Berliner Stadtbahn. Als Regierungsbaumeister (Assessor) war unter Leitung von Ernst Dircksen am Umbau der Eisenbahnanlagen in Köln beteiligt. Während dieser Zeit lernte er den Kölner Unternehmer Eugen Langen kennen, dessen technische Entwicklungen sein Interesse fanden. 
Er verließ den Staatsdienst, um an dem spektakulärsten Projekt Langens mitarbeiten zu können: Als Bauleiter betreute der die Errichtung der Wuppertaler Schwebebahn. 1904 war Feldmann Mitkonzessionär für den Bau des Wetterhorn-Aufzugs bei Grindelwald, der nach seinem technischen Entwurf ausgeführten ersten Luftseilbahn der Schweiz. Zur Zeit des Baubeginns dieser Anlage starb er bei einem Aufenthalt in Bern.

## Schriften
- Straßenhochbahnen nach dem Schwebebahn-System Eugen Langen. (dreiteilig) In: Centralblatt der Bauverwaltung, 15. Jahrgang 1895, Nr. 1 (vom 5. Januar 1895), S. 3–5 / Nr. 2 (vom 12. Januar 1895), S. 16–18 / Nr. 3 (vom 19. Januar 1895), S. 24 f.